# 스플래툰 (만화)
《스플래툰》는 히노데야 산키치가 그리는 일본의 희극 만화이다. 동명의 비디오 게임 시리즈에 기반한 작품으로 2016년 쇼가쿠칸 잡지 〈월간 코로코로 코믹〉에서 연재시작됐다.
주인공은 한 무리의 잉클링 '블루 팀'으로, 《스플래툰》 시리즈의 스토리 모드와 온라인 배틀 모드 '영역배틀'를 만화화했다.
2017년 8월에 코로코로의 유튜브를 통해 목소리 연기가 담은 모션코믹 애니메이션판이 공개됐다.

## 제작 및 출간
《스플래툰》은 2016년 2월 29일 〈월간 코로코로 코믹〉를 통해 연재가 시작됐다. 영어판은 비즈 미디어를 통해 2017년 12월 14일부터 출판됐다.

## 참조

### 주해
1. ↑  일본어: スプラトゥーン, 영어: Splatoon